# Afrikanische Leichtathletik-Kontinentalrekorde
Die Afrikanischen Leichtathletik-Kontinentalrekorde sind die Bestleistungen von Athleten des afrikanischen Kontinentalverbandes Confédération Africaine d’Athlétisme, die bei Disziplinen der Leichtathletik aufgestellt wurden. Es wurden nur diejenigen Disziplinen erfasst, in denen der Kontinentalverband auch offiziell einen Rekord führt. Die Ratifizierung dieser Bestleistungen erfolgte entsprechend dem Reglement des Kontinentalverbandes.

## Olympische Disziplinen

### Freiluft-Kontinentalrekorde, Männer (24 Disziplinen)
| Disziplin           | Leistung | Sportler                                                  | Datum              | Ort               |
| ------------------- | --- | --------------------------------------------------------- | ------------------ | ----------------- |
| 100 m               | 9,77 s (+1,2) | Ferdinand Omanyala                                        | 18. September 2021 | Nairobi           |
| 200 m               | 19,68 s (+0,4) | Frank Fredericks                                          | 1. August 1996     | Atlanta           |
| 400 m               | 43,03 s | Wayde van Niekerk                                         | 14. August 2016    | Rio de Janeiro    |
| 800 m               | 1:40,91 min | David Rudisha                                             | 9. August 2012     | London            |
| 1500 m              | 3:26,00 min | Hicham El Guerrouj                                        | 14. Juli 1998      | Rom               |
| 5000 m              | 12:35,36 min | Joshua Cheptegei                                          | 14. August 2020    | Monaco            |
| 10.000 m            | 26:11,00 min | Joshua Cheptegei                                          | 7. Oktober 2020    | Valencia          |
| Marathon            | 2:01:39 h | Eliud Kipchoge                                            | 16. September 2018 | Berlin            |
| 110 m Hürden        | 13,11 s (+0,8) | Antonio Alkana                                            | 5. Juni 2017       | Prag              |
| 400 m Hürden        | 47,10 s | Samuel Matete                                             | 7. August 1991     | Zürich            |
| 3000 m Hindernis    | 7:53,64 min | Brimin Kiprop Kipruto                                     | 22. Juli 2011      | Monaco            |
| 4 × 100 m Staffel   | 37,65 s | Thando Dlodlo Simon Magakwe Clarence Munyai Akani Simbine | 4. Oktober 2019    | Doha              |
| 4 × 400 m Staffel   | 2:57,27 min | Isaac Makwala Baboloki Thebe Zibane Ngozi Bayapo Ndori    | 7. August 2021     | Tokio             |
| 20 km Gehen         | 1:18:23 h | Samuel Gathimba                                           | 18. Juni 2021      | Nairobi           |
| 50 km Gehen         | 3:53:09 h | Marc Mundell                                              | 20. März 2021      | Dudince           |
| Hochsprung          | 2,38 m | Jacques Freitag                                           | 5. März 2005       | Oudtshoorn        |
| Stabhochsprung      | 6,03 m | Okkert Brits                                              | 18. August 1995    | Köln              |
| Weitsprung          | 8,65 m (+1,3) | Luvo Manyonga                                             | 22. April 2017     | Potchefstroom     |
| Dreisprung          | 17,82 m (+0,2) | Hugues Fabrice Zango                                      | 6. Juli 2021       | Székesfehérvár    |
| Kugelstoßen         | 21,97 m | Janus Robberts                                            | 2. Juni 2001       | Eugene            |
| Diskuswurf          | 70,32 m | Frantz Kruger                                             | 26. Mai 2002       | Salon-de-Provence |
| Hammerwurf          | 81,59 m | Mostafa Elgamel                                           | 21. März 2014      | Kairo             |
| Speerwurf           | 92,72 m | Julius Yego                                               | 26. August 2015    | Peking            |
| Zehnkampf           | 8521 Punkte | Larbi Bourrada                                            | 18. August 2016    | Rio de Janeiro    |
| Zehnkampf           | 10,75 s (100 m), 7,52 m (Weitsprung), 13,78 m (Kugelstoßen), 2,10 m (Hochsprung), 47,98 s (400 m) / 14,15 s (110 m Hürden), 42,39 m (Diskuswurf), 4,60 m (Stabhochsprung), 66,49 m (Speerwurf), 4:14,60 min (1500 m) |                                                           |                    |                   |
| Stand: 6. März 2023 | |                                                           |                    |                   |

### Freiluft-Kontinentalrekorde, Frauen (24 Disziplinen)
| Disziplin           | Leistung | Sportler                                                                       | Datum             | Ort           |
| ------------------- | --- | ------------------------------------------------------------------------------ | ----------------- | ------------- |
| 100 m               | 10,72 s (+0,4) | Marie-Josee Ta Lou                                                             | 10. August 2022   | Monaco        |
| 200 m               | 21,78 s (+0,6) | Christine Mboma                                                                | 9. September 2021 | Zürich        |
| 400 m               | 49,10 s | Falilat Ogunkoya-Osheku                                                        | 29. Juli 1996     | Atlanta       |
| 800 m               | 1:54,01 min | Pamela Jelimo                                                                  | 29. August 2008   | Zürich        |
| 1500 m              | 3:50,07 min | Genzebe Dibaba                                                                 | 17. Juli 2015     | Monaco        |
| 5000 m              | 14:06,62 min | Letesenbet Gidey                                                               | 7. Oktober 2020   | Valencia      |
| 10.000 m            | 29:01,03 min | Letesenbet Gidey                                                               | 8. Juni 2021      | Hengelo       |
| Marathon            | 2:14:04 h | Brigid Kosgei                                                                  | 13. Oktober 2019  | Chicago       |
| 100 m Hürden        | 12,12 s (+0,9) | Tobi Amusan                                                                    | 24. Juli 2022     | Eugene        |
| 400 m Hürden        | 52,90 s | Nezha Bidouane                                                                 | 25. August 1999   | Sevilla       |
| 3000 m Hindernis    | 8:44,32 min | Beatrice Chepkoech                                                             | 20. Juli 2018     | Monaco        |
| 4 × 100 m Staffel   | 42,39 s | Beatrice Utondu-Okoye Faith Idehen Christy Opara-Thompson Mary Onyali-Omagbemi | 7. August 1992    | Barcelona     |
| 4 × 400 m Staffel   | 3:21,04 min | Olabisi Afolabi Fatima Yusuf Charity Opara Falilat Ogunkoya-Osheku             | 3. August 1996    | Atlanta       |
| 20 km Gehen         | 1:30:40 h (A) | Grace Wanjiru Njue                                                             | 6. Juni 2018      | Nairobi       |
| 50 km Gehen         | 4:48:00 h | Natalie le Roux                                                                | 5. Mai 2018       | Taicang       |
| Hochsprung          | 2,06 m | Hestrie Cloete                                                                 | 31. August 2003   | Saint Denis   |
| Stabhochsprung      | 4,42 m | Elmarie Gerryts                                                                | 12. Juni 2000     | Wesel         |
| Weitsprung          | 7,17 m (+1,1) | Ese Brume                                                                      | 29. Mai 2021      | Chula Vista   |
| Dreisprung          | 15,39 m (+0,5) | Françoise Mbango Etone                                                         | 17. August 2008   | Peking        |
| Kugelstoßen         | 18,43 m | Vivian Peters-Chukwuemeka                                                      | 19. April 2003    | Walnut        |
| Diskuswurf          | 64,87 m | Elizna Naudé                                                                   | 2. März 2007      | Stellenbosch  |
| Hammerwurf          | 75,49 m | Annette Echikunwoke                                                            | 22. Mai 2021      | Tucson        |
| Speerwurf           | 69,35 m | Sunette Viljoen                                                                | 9. Juni 2012      | New York City |
| Siebenkampf         | 6423 Punkte | Margaret Simpson                                                               | 29. Mai 2005      | Götzis        |
| Siebenkampf         | 13,41 s (−0,8) (100 m Hürden), 1,85 m (Hochsprung), 13,01 m (Kugelstoßen), 24,55 s (+1,0) (200 m)/ 6,32 m (+0,7) (Weitsprung), 52,71 m (Speerwurf), 2:21,71 min (800 m) |                                                                                |                   |               |
| Stand: 6. März 2023 | |                                                                                |                   |               |

## Nichtolympische Disziplinen

### Freiluft-Kontinentalrekorde, Männer (19 Disziplinen)
| Disziplin                                                      | Leistung      | Sportler | Datum              | Ort           |
| -------------------------------------------------------------- | ------------- | --- | ------------------ | ------------- |
| 1000 m                                                         | 2:11,96 min   | Noah Ngeny | 5. September 1999  | Rieti         |
| Eine Meile                                                     | 3:43,13 min   | Hicham El Guerrouj                                                                                              | 7. Juli 1999       | Rom           |
| 2000 m                                                         | 4:44,79 min   | Hicham El Guerrouj                                                                                              | 7. September 1999  | Berlin        |
| 3000 m                                                         | 7:20,67 min   | Daniel Komen | 1. September 1996  | Rieti         |
| 5 km Straßenlauf                                               | 13:18 min + * | Rhonex Kipruto                                                                                                  | 12. Januar 2020    | Valencia      |
| 10 km Straßenlauf                                              | 26:24 min *   | Rhonex Kipruto                                                                                                  | 12. Januar 2020    | Valencia      |
| 20.000 m                                                       | 56:26,0 min + | Haile Gebrselassie                                                                                              | 27. Juni 2007      | Ostrava       |
| Eine Stunde                                                    | 21.285 m      | Haile Gebrselassie                                                                                              | 27. Juni 2007      | Ostrava       |
| Halbmarathon                                                   | 58:01 min     | Geoffrey Kamworor                                                                                               | 15. September 2019 | Kopenhagen    |
| 25.000 m                                                       | 1:12:25,4 h + | Moses Cheruiyot Mosop                                                                                           | 3. Juni 2011       | Eugene        |
| 30.000 m                                                       | 1:26:47,4 h   | Moses Cheruiyot Mosop                                                                                           | 3. Juni 2011       | Eugene        |
| 100 km Straßenlauf                                             | 6:24:06 h     | Bongmusa Mthembu                                                                                                | 27. November 2016  | Los Alcázares |
| 4 × 200 m Staffel                                              | 1:20,42 min   | Simon Magakwe Chedrick van Wyk Sinesipho Dambile Akani Simbine                                                  | 12. Mai 2019       | Yokohama      |
| 4 × 800 m Staffel                                              | 7:02,43 min   | Mwengi Mutua William Yiampoy Kipngetich Kombich Wilfred Bungei                                                  | 25. August 2006    | Brüssel       |
| 4 × 1500 m Staffel                                             | 14:22,22 min  | Collins Cheboi Silas Magut James Kiplagat Magut Asbel Kiprop                                                    | 25. Mai 2014       | Nassau        |
| Straßenstaffel (5 km – 10 km – 5 km - 10 km – 5 km – 7,195 km) | 1:57:06 h     | Josphat Muchiri Ndambiri Martin Irungu Mathathi Daniel Muchunu Mwangi Mekubo Mogusu Onesmus Nyerre John Kariuki | 23. November 2005  | Chiba         |
| 20.000 m Gehen                                                 | 1:22:51,84 h  | Hatem Ghoula | 8. September 1994  | Leutkirch     |
| 30.000 m Gehen                                                 | 2:19:21,31 h  | Hatem Ghoula | 11. März 2011      | Reims         |
| 50.000 m Gehen                                                 | 4:21:44,5 h   | Abdelouaheb Ferguène                                                                                            | 25. März 1984      | Toulouse      |
| Stand: 27. März 2020                                           |               | |                    |               |

### Freiluft-Kontinentalrekorde, Frauen (19 Disziplinen)
| Disziplin                                                      | Leistung | Sportler | Datum                           | Ort                             |
| -------------------------------------------------------------- | --- | --- | ------------------------------- | ------------------------------- |
| 1000 m                                                         | 2:29,34 min | Maria de Lurdes Mutola                                                                                      | 25. August 1995                 | Brüssel                         |
| Eine Meile                                                     | 4:13,31 min i | Genzebe Dibaba                                                                                              | 17. Februar 2016                | Stockholm                       |
| 2000 m                                                         | 5:23,75 min i | Genzebe Dibaba                                                                                              | 7. Februar 2017                 | Sabadell                        |
| 3000 m                                                         | 8:16,60 min i | Genzebe Dibaba                                                                                              | 6. Februar 2014                 | Stockholm                       |
| 5 km Straßenlauf                                               | 14:32 min + | Joyciline Jepkosgei                                                                                         | 9. September 2017               | Prag                            |
| 10 km Straßenlauf                                              | 29:43 min | Joyciline Jepkosgei                                                                                         | 9. September 2017               | Prag                            |
| 20.000 m                                                       | 1:05:26,6 h | Tegla Loroupe                                                                                               | 3. September 2000               | Borgholzhausen                  |
| Eine Stunde                                                    | 18.517 m | Dire Tune                                                                                                   | 12. Juni 2008                   | Ostrava                         |
| Halbmarathon                                                   | 1:04:31 h * | Ababel Yeshaneh                                                                                             | 21. Februar 2020                | Ra’s al-Chaima                  |
| 25.000 m                                                       | 1:27:05,9 h | Tegla Loroupe                                                                                               | 21. September 2002              | Mengerskirchen                  |
| 30.000 m                                                       | 1:45:50,0 h | Tegla Loroupe                                                                                               | 6. Juni 2003                    | Warstein                        |
| 100 km Straßenlauf                                             | 7:31:47 h | Helene Joubert                                                                                              | 16. September 1995              | Winschoten                      |
| 4 × 200 m Staffel                                              | 1:30,52 min | Blessing Okagbare-Ighoteguonor Regina George Dominique Duncan Christy Udoh                                  | 2. Mai 2015                     | Nassau                          |
| 4 × 800 m Staffel                                              | 8:04,28 min | Agatha Jeruto Silvia Chesebe Janeth Jepkosgei Busienei Eunice Jepkoech Sum                                  | 25. Mai 2014                    | Nassau                          |
| 4 × 1500 m Staffel                                             | 16:53,58 min | Mercy Cherono Faith Kipyegon Irene Jelagat Hellen Obiri                                                     | 24. Mai 2014                    | Nassau                          |
| Straßenstaffel (5 km – 10 km – 5 km - 10 km – 5 km – 7,195 km) | 2:13:35 h | Philes Moora Ongori Everline Kimwei Catherine Ndereba Jane Wanjiku Lucy Wangui Kabuu Selly Chepyego Kaptich | 23. November 2006               | Chiba                           |
| 10.000 m Gehen                                                 | 44:41,8 min A | Grace Wanjiru Njue                                                                                          | 6. Juni 2018                    | Nairobi                         |
| 20.000 m Gehen                                                 | 1:36:18,3 h | Nicolene Cronje                                                                                             | 17. April 2004                  | Durban                          |
| Zehnkampf                                                      | Kein offiziell geführter Rekord | Kein offiziell geführter Rekord                                                                             | Kein offiziell geführter Rekord | Kein offiziell geführter Rekord |
| Zehnkampf                                                      | 6915 Punkte ht # | Margaret Simpson                                                                                            | 19. April 2007                  | Réduit                          |
| Zehnkampf                                                      | (100 m), (Diskuswurf), (Stabhochsprung), (Speerwurf), (400 m), (110 m Hürden), (Weitsprung), (Kugelstoßen), (Hochsprung), (1500 m) | |                                 |                                 |
| Stand: 27. März 2020                                           | | |                                 |                                 |

## Halle

### Hallen-Kontinentalrekorde, Männer (20 Disziplinen)
| Disziplin            | Leistung | Sportler                                            | Datum            | Ort              |
| -------------------- | --- | --------------------------------------------------- | ---------------- | ---------------- |
| 50 m                 | 5,61 s + | Deji Aliu                                           | 21. Februar 1999 | Liévin           |
| 60 m                 | 6,45 s | Leonard Myles-Mills                                 | 20. Februar 1999 | Colorado Springs |
| 200 m                | 19,92 s | Frank Fredericks                                    | 18. Februar 1996 | Liévin           |
| 400 m                | 45,51 s | Sunday Bada                                         | 9. März 1997     | Paris            |
| 400 m                | 45,37 s OT | Clement Chukwu                                      | 28. Februar 1998 | Kent             |
| 800 m                | 1:43,98 min | Michael Saruni                                      | 9. Februar 2019  | New York City    |
| 1000 m               | 2:14,20 min | Ayanleh Souleiman                                   | 17. Februar 2016 | Stockholm        |
| 1500 m               | 3:31,04 min | Samuel Tefera                                       | 16. Februar 2019 | Birmingham       |
| 1 Meile              | 3:47,01 min | Yomif Kejelcha                                      | 3. März 2019     | Boston           |
| 3000 m               | 7:24,90 min | Daniel Komen                                        | 6. Februar 1998  | Budapest         |
| 5000 m               | 12:49,60 min | Kenenisa Bekele                                     | 20. Februar 2004 | Birmingham       |
| 50 m Hürden          | 6,48 s + | Shaun Bownes                                        | 25. Februar 2001 | Liévin           |
| 60 m Hürden          | 7,52 s | Shaun Bownes                                        | 23. Februar 2001 | Gent             |
| 4 × 400 m Staffel    | 3:07,95 min | Tobi Ogunmola Noah Akwu Isah Salihu Cristian Morton | 8. März 2014     | Sopot            |
| 5000 m Gehen         | 19:39,92 min | Hédi Teraoui                                        | 18. Februar 2018 | Liévin           |
| Hochsprung           | 2,32 m | Anthony Idiata                                      | 15. Februar 2000 | Patras           |
| Stabhochsprung       | 5,90 m | Okkert Brits                                        | 16. Februar 1997 | Liévin           |
| Stabhochsprung       | 5,90 m | Okkert Brits                                        | 1. Juni 1997     | Toronto          |
| Weitsprung           | 8,44 m | Luvo Manyonga                                       | 2. März 2018     | Birmingham       |
| Dreisprung           | 17,58 m | Hugues Fabrice Zango                                | 27. Januar 2019  | Paris            |
| Kugelstoßen          | 21,47 m | Janus Robberts                                      | 1. Dezember 2001 | Norman           |
| Siebenkampf          | 5911 Punkte | Larbi Bourrada                                      | 28. Februar 2010 | Paris            |
| Siebenkampf          | 6,89 s (60 m), 7,34 m (Weitsprung), 14,00 m (Kugelstoßen), 1,92 m (Hochsprung)/ 8,05 s (60 m Hürden), 4,60 m (Stabhochsprung), 2:39,86 min (1000 m) |                                                     |                  |                  |
| Stand: 27. März 2020 | |                                                     |                  |                  |

### Hallen-Kontinentalrekorde, Frauen (20 Disziplinen)
| Disziplin            | Leistung                                                                                                   | Sportler                                                                | Datum            | Ort             |
| -------------------- | --- | ----------------------------------------------------------------------- | ---------------- | --------------- |
| 50 m                 | 6,04 s +                                                                                                   | Chioma Ajunwa                                                           | 22. Februar 1998 | Liévin          |
| 60 m                 | 6,97 s | Murielle Ahouré                                                         | 2. März 2018     | Birmingham      |
| 200 m                | 22,80 s | Murielle Ahouré                                                         | 13. März 2009    | College Station |
| 400 m                | 50,73 s | Charity Opara                                                           | 1. Februar 1998  | Stuttgart       |
| 800 m                | 1:57,06 min                                                                                                | Maria de Lurdes Mutola                                                  | 21. Februar 1999 | Liévin          |
| 1000 m               | 2:30,94 min                                                                                                | Maria de Lurdes Mutola                                                  | 25. Februar 1999 | Stockholm       |
| 1500 m               | 3:55,17 min                                                                                                | Genzebe Dibaba                                                          | 1. Februar 2014  | Karlsruhe       |
| 1 Meile              | 4:13,31 min                                                                                                | Genzebe Dibaba                                                          | 17. Februar 2016 | Stockholm       |
| 3000 m               | 8:16,60 min                                                                                                | Genzebe Dibaba                                                          | 6. Februar 2014  | Stockholm       |
| 5000 m               | 14:18,86 min                                                                                               | Genzebe Dibaba                                                          | 19. Februar 2015 | Stockholm       |
| 50 m Hürden          | 6,76 s +                                                                                                   | Glory Alozie                                                            | 25. Februar 2001 | Liévin          |
| 60 m Hürden          | 7,82 s | Glory Alozie                                                            | 16. Februar 1999 | Madrid          |
| 4 × 400 m Staffel    | 3:29,67 min                                                                                                | Omolara Omotoso Patience Okon George Bukola Abogunloko Folashade Abugan | 8. März 2014     | Sopot           |
| 3000 m Gehen         | 14:13,46 min                                                                                               | Tahani Ghazal                                                           | 3. Februar 2018  | Lyon            |
| Hochsprung           | 1,97 m | Hestrie Cloete                                                          | 18. Februar 2001 | Birmingham      |
| Stabhochsprung       | 4,41 m | Elmarie Gerryts                                                         | 20. Februar 2000 | Birmingham      |
| Weitsprung           | 6,97 m | Chioma Ajunwa                                                           | 5. Februar 1997  | Erfurt          |
| Dreisprung           | 14,90 m | Yamilé Aldama                                                           | 6. März 2004     | Budapest        |
| Kugelstoßen          | 18,13 m | Vivian Peter-Chukwuemeka                                                | 4. Februar 2006  | Flagstaff       |
| Fünfkampf            | 4558 Punkte                                                                                                | Eunice Barber                                                           | 7. März 1997     | Paris           |
| Fünfkampf            | 8,39 s (60 m Hürden), 1,80 m (Hochsprung), 13,05 m (Kugelstoßen), 6,35 m (Weitsprung), 2:18,17 min (800 m) |                                                                         |                  |                 |
| Stand: 27. März 2020 | |                                                                         |                  |                 |

## Legende
| Symbol               | Bedeutung |
| -------------------- | --- |
| Aktueller Weltrekord | Aktueller Weltrekord |
| A                    | In einer Höhe von 1000 Meter oder mehr aufgestellt                                                                                             |
| a                    | Strecke begünstigt schnellere Zeiten und entspricht nicht dem Reglement (IAAF Regel 260.28)                                                    |
| w                    | Durch Wind begünstigt (Der Rückwind betrug mehr als 2 m/s)                                                                                     |
| i                    | In der Halle erzielt. Rekorde (Freiluft-Rekorde) können seit 1998 in einem Stadion mit oder ohne Dach aufgestellt werden (IAAF Regel 260.18a). |
| est                  | geschätzt |
| ht                   | Handstoppung |
| !                    | Zeitmessung mittels Photozelle |
| +                    | Rekord aufgestellt auf einer Teilstrecke einer größeren Strecke                                                                                |
| *                    | Unter Vorbehalt bis zur Ratifizierung durch die IAAF                                                                                           |
| #                    | Kein offiziell ratifizierter Freiluft-Rekord (einige Hallen-Rekorde sind mit diesem Symbol versehen)                                           |
| ╳                    | nicht ratifiziert, weil keine Dopingkontrolle vorgenommen wurde                                                                                |
| OT                   | Überdimensionierte Laufbahn |
| (X,X)                | In Klammern: Wind in Metern pro Sekunde (Minus-Angaben: Gegenwind)                                                                             |